# Claudia Cardinale
Claudia Cardinale (născută Claude Joséphine Rose Cardinale; n. 15 aprilie 1938, Tunis, Protectoratul Francez al Tunisiei), din părinți italieni, este o actriță italiană de film.

## Date biografice

Claudia Cardinale în 1966

Claudia Cardinale s-a născut în Tunisia, la 15 aprilie 1938. Bunicul ei din partea mamei, pășise  pe pământul tunisian venind din Sicilia cu o barcă și se ocupase cu construcția de ambarcațiuni de pescuit în localitatea La Goulette. Tatăl Claudiei, sicilian și el era inginer la Căile Ferate. În copilărie visa să devină exploratoare, iar în adolescență se gândea să se facă învățătoare..
Într-o după-amiază, la ieșirea din Liceul Carnot, a fost abordată de un necunoscut, care i-a propus să joace într-un film documentar la care lucra. Astfel Claudia apare, discret ce-i drept, în „Lanțuri de aur”, suficient pentru ca Jacques Baratier, care pregătea în Tunisia primul său lungmetraj, să o remarce și s-o convingă să joace în „Goha” alături de Omar Sharif.

## Filmografie

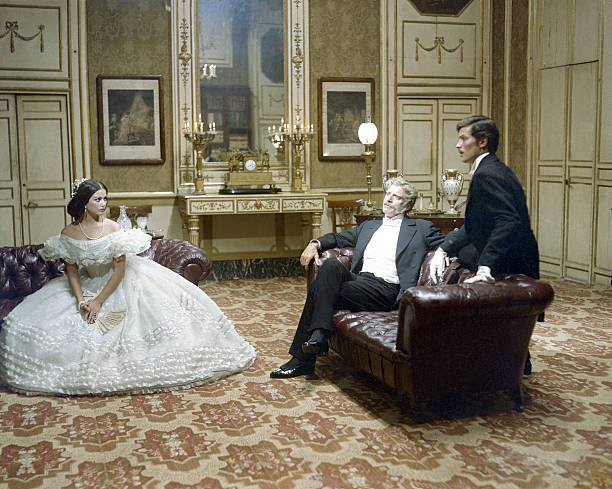
Ghepardul (1963)

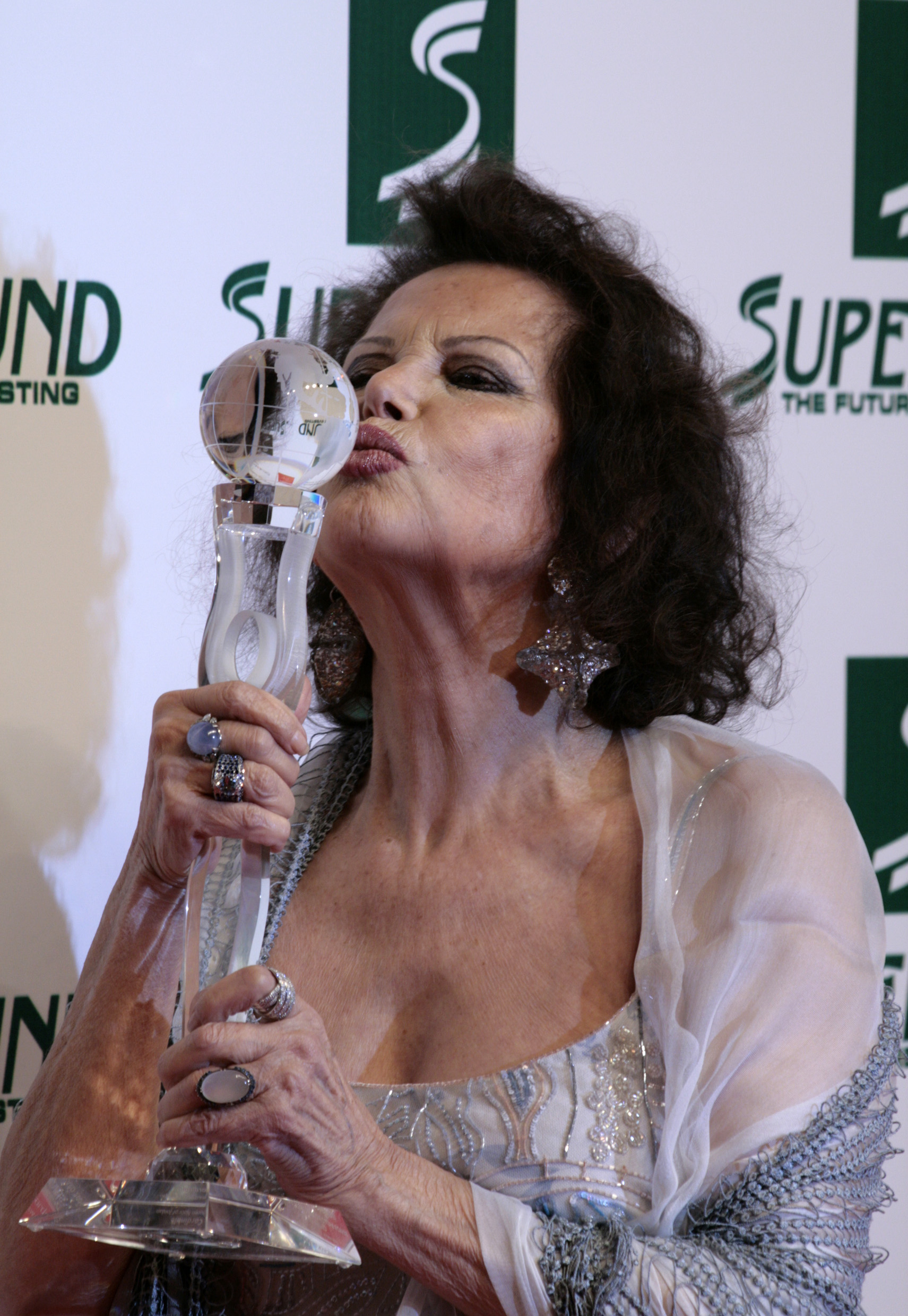
La Women's World Award (2009)

### Cinema
- 1958 Goha
- 1958 Veșnicii necunoscuți [15] (I soliti ignoti), regia: Mario Monicelli
- 1958 Three Strangers in Rome
- 1959 Vântul sudului (Vento del sud), regia Enzo Provenzale
- 1959 Il magistrato
- 1959 La prima notte
- 1959 Anneaux d'or scurtmetraj
- 1959 Încurcătură blestemată (Un maledetto imbroglio), regia Pietro Germi
- 1959 Upstairs and Downstairs
- 1960 Frumosul Antonio (Il bell'Antonio), regia Mauro Bolognini
- 1960 Austerlitz, regia Abel Gance
- 1960 Audace colpo dei soliti ignoti
- 1960 Rocco și frații săi (Rocco e i suoi fratelli), regia Luchino Visconti
- 1960 I Delfini
- 1961 Fata cu valiza (La ragazza con la valigia), regia Valerio Zurlini
- 1961 La Viaccia
- 1961 Les Lions sont lâchés
- 1961 Auguste (Cameo)
- 1962 Cartouche, regia Philippe de Broca
- 1962 Senilità
- 1963 8½, regia Federico Fellini
- 1963 Ghepardul (Il gattopardo), regia Luchino Visconti
- 1963 Pantera roz (The Pink Panther), regia Blake Edwards
- 1963 Fata lui Bube (La ragazza di Bube), regia Luigi Comencini
- 1964 Gli indifferenti
- 1964 Lumea circului (Circus World), regia Henry Hathaway
- 1964 Încornoratul magnific (Il magnifico cornuto), regia Antonio Pietrangeli
- 1965 Blindfold
- 1965 Giulietta spiritelor (Giulietta degli spiriti)
- 1965 Tremurătoarele stele ale Ursei (Vaghe stelle dell'Orsa), regia Luchino Visconti
- 1966 Lost Command, regia Mark Robson
- 1966 Profesioniștii (The Professionals), regia Richard Brooks
- 1966 Sex Quartet
- 1967 Una rosa per tutti
- 1967 Don't Make Waves
- 1968 La amante estelar (scurtmetraj)
- 1968 Când se arată cucuveaua (Il giorno della civetta), regia Damiano Damiani
- 1968 The Hell with Heroes
- 1968 Ruba al prossimo tuo
- 1968 A fost odată ȋn vest (Once Upon a Time in the West), regia Sergio Leone
- 1969 Anul carbonarilor (Nell'anno del Signore), regia Luigi Magni
- 1969 Certo certissimo ... anzi probabile
- 1969 Cortul roșu (The Red Tent), regia Mihail Kalatozov
- 1970 The Adventures of Gerard
- 1971 Popsy Pop
- 1971 The Legend of Frenchie King
- 1971 Frumos, onest, emigrat în Australia (Bello, onesto, emigrato Australia sposerebbe compaesana illibata), regia Luigi Zampa
- 1972 Petrolistele (Les pétroleuses), regia Christian-Jaque
- 1972 L'udienza
- 1972 Il clan dei marsigliesi
- 1973 Il giorno del furore
- 1974 I guappi
- 1974 Conversation Piece (Cameo)
- 1974 Grup de familieîntr-un interior (Gruppo di famiglia in un interno), regia Luchino Visconti
- 1975 Libera, dragostea mea (Libera, amore mio...), regia Mauro Bolognini
- 1975 A mezzanotte va la ronda del piacere
- 1975 Qui comincia l'avventura
- 1975 Un surȃs, o palmă, un sărut (Un sorriso, uno schiaffo, un bacio in bocca), regia Mario Morra
- 1976 Il comune senso del pudore
- 1977 Prefectul de fier (Il prefetto di ferro), regia Pasquale Squitieri
- 1977 Un ostatic în plus (Goodbye e Amen), regia Damiano Damiani
- 1978 Corleone
- 1978 Una donna due passioni ('La part du feu)
- 1978 L'amante proibita (La petite fille en velours bleu)
- 1978 L'arma
- 1979 Evadare din Atena (Escape to Athena), regia George P. Cosmatos
- 1980 Si salvi chi vuole
- 1981 Salamandra (The Salamander), regia Peter Zinner
- 1981 The Skin
- 1982 Fitzcarraldo
- 1982 Le cadeau
- 1983 Fără scrupule (Le Ruffian), de José Giovanni
- 1984 Henry IV
- 1984 Claretta
- 1985 La donna delle meraviglie
- 1985 L'estate prossima (L'été prochain)
- 1987 Un uomo innamorato (Un homme amoureux)
- 1988 Blu elettrico
- 1989 Hiver 54, l'abbé Pierre
- 1990 Atto di dolore
- 1990 La battaglia dei tre tamburi di fuoco (La batalla de los Tres Reyes)
- 1991 Mayrig
- 1992 588, rue Paradis
- 1993 Fiul panterei roz (Son of the Pink Panther), regia Blake Edwards
- 1994 Elles ne pensent qu'à ça...
- 1996 Un été à La Goulette (Cameo)
- 1997 Sous les pieds des femmes
- 1997 Stupor Mundi
- 1998 Riches, belles, etc.
- 1999 Un café... l'addition (scurtmetraj)
- 1999 Li chiamarono... briganti!
- 2002 And Now... Ladies and Gentlemen
- 2005 Le démon de midi
- 2007 Cherche Fiance Tous Frais Payes
- 2009 Le Fil
- 2010 Signora Enrica
- 2010 Un balcon sur la mer (Cameo)
- 2011 Father
- 2011 Joy de V.
- 2012 Gebo et l'ombre
- 2012 The Artist and the Model
- 2012 Effie
- 2012 Deauville
- 2012 Piccolina bella
- 2013 The Silent Mountain

### Televiziune
- 1977 Jesus of Nazareth
- 1983 Princess Daisy
- 1986 La Storia
- 1986 Naso di cane
- 1989 La Révolution française
- 1993 Flash - Der Fotoreporter, episode Das Zweite Gesicht der Aida
- 1993 Mayrig
- 1995 10-07: L'affaire Zeus
- 1996 Nostromo
- 1997 Deserto di fuoco
- 1998 Mia per sempre
- 2000 Élisabeth - Ils sont tous nos enfants
- 2008 Hold-up à l'italienne
- 2010 Il giorno della Shoah